# أغريجة
أغريجة (بالإنجليزية: Agarijeh)‏ هي قرية تقع في قسم تشنارود الجنوبي الريفي (مقاطعة تشادغان) في إيران. يقدر عدد سكانها بـ 9 نسمة بحسب إحصاء 2016.